# Louis Nicolas Robert
Pour les articles homonymes, voir Louis Robert et Robert.
Ne doit pas être confondu avec Nicolas-Louis Robert.
Louis Nicolas Robert est né à Paris le 2 décembre 1761 et décédé à Vernouillet le 8 août 1828.
Il invente en 1798 la première machine à papier qui permettait de produire des bandes de 12  à   15 mètres de papier. Il ne put cependant en tirer aucun profit et finit sa vie instituteur à Vernouillet.

## Biographie
Louis-Nicolas Robert dit Robert le Jeune s’engage dans l’armée à 19 ans et participe à la Guerre d’indépendance américaine. À son retour, il entre à l’imprimerie Pierre-François Didot à Paris, puis à la papeterie Didot-Saint Léger, à Essonnes. Cette papeterie est très importante puisqu’elle compte 300 ouvriers, en continuelle effervescence. La plus grande partie du papier utilisé par le ministère des finances est fabriqué dans cet établissement et, en 1798, la Convention a de telles difficultés pécuniaires qu’elle pousse à la production intensive des assignats ; elle charge donc Louis-Nicolas Robert de trouver une solution et l'envoie comme inspecteur à la papeterie d'Essonnes. 
Robert est soutenu dans ses recherches par Saint-Léger Didot qui met à sa disposition son local, son personnel et ses capitaux. Il l’encourage à inventer une machine qui utiliserait peu d’ouvriers. Le projet avance et le 9 septembre 1798 Robert présente au ministre M. de Neufchâteau deux feuilles de papier faites sur sa machine. Il déclare qu’avec son invention il simplifie les opérations de cet art en rendant la manutention moins dispendieuse et surtout en faisant un papier d’une étendue extraordinaire sans le recours d’aucun ouvrier et par des moyens purement mécaniques. Le brevet pour une machine à faire le papier d'une très grande étendue est déposé le 18 janvier 1799 : c’est le premier brevet de ce genre et une subvention de 3 000 francs lui est accordée.
Cette machine est peu performante à ses débuts et Robert est près d’abandonner ses recherches. C’est alors que Didot lui achète son brevet d’invention contre une obligation de 24 000 livres. Il s’associe à son beau-frère anglais John Gamble pour exploiter le brevet. Les Fourdrinier perfectionnent la machine de Robert et déposent deux brevets anglais cette fois.
Le principe de la machine, qui suit les procédés de la fabrication du papier à la main, est relativement simple : on verse la pâte à papier déjà affinée dans une grande cuve, d’où elle est déversée par une roue à écopes sur une toile métallique sans fin en rotation, animée d’un branlement continu qui permet l’égouttage de la pâte. La feuille en formation passe alors entre des cylindres de presse garnis de feutres, puis s’enroule sur des bobines installées au bout de la machine.
En 1810 Robert, n’ayant encore rien touché de Didot pour son brevet d'invention, engage un procès contre celui-ci, qui doit lui rétrocéder la propriété dudit brevet.
Louis-Nicolas Robert assiste, impuissant, à la réussite des autres due à sa propre invention : seuls les capitaux lui avaient manqué pour mener à bien ses recherches.